# Pisa Sporting Club
Maillots
Actualités
Le Pisa Sporting Club est un club italien de football, basé à Pise, en Toscane.

## Historique
| \| Pise \| Emplacement de Pise, en Italie. |
| Pise                                       |

- 1909 - fondation du club sous le nom de Pisa Sporting Club
- 1931 - AC Pisa
- 1945 - SC Pisa
- 1993 - AC Pisa
- 1994 : Faillite et renaissance du club Associazione Calcio Pisa
- De 2007 à 2009 le club évolue en Serie B, après avoir été promu de Serie C1. À la fin de la saison 2008-09, le club est relégué en Serie D à la suite d'une faillite.
- 2009 :  Nouveau club sous le nom AC Pisa 1909 et redémarrage en Serie D.
- 2010-2011 : repêché en Ligue Pro Première Division, après avoir remporté la Serie D.

- 2016 : En mai le club accède pour la première fois en Serie B. En août, Gennaro Gattuso fut renommé entraîneur du club seulement 1 mois après sa démission. Pise ne restera qu'une saison en Serie B en terminant à l'avant dernière place.
- 2019 : Pise termine troisième de son groupe en Serie C puis remporte les play offs pour accéder à la Serie B.
- 2021 : Le club de Pise, toujours pensionnaire de Serie B, retrouve sa dénomination originale de Pisa Sporting Club[2].

## Palmarès
- Coupe Mitropa (2) : 
  - Vainqueur : 1986, 1988

- Supercoupe Mitropa :
  - Finaliste : 1989

- Championnat d'Italie de deuxième division (2) :
  - Champion : 1984-1985 et 1986-1987.

- Coupe d'Italie Serie C1 (1) : 
  - Vainqueur : 2000

Meilleure performance en Championnat d'Italie de Serie A : 1983 (11e)

## Identité du club

### Changements de nom
- 1909-1936 : Pisa Sporting Club
- 1936-1945 : Associazione Calcio Pisa
- 1945-1994 : Pisa Sporting Club
- 1994 : Associazione Calcio Pisa
- 1994-2009 : Associazione Calcio Pisa
- 2009-2021 : Associazione Calcio Pisa 1909
- 2021- : Pisa Sporting Club

### Logos
Au cours de son histoire, le Pisa SC a utilisé plusieurs blasons, souvent inspirés de la tour de Pise et de la "croce pisana". Cette dernière, reprise de l’emblème de la ville de Pise, constitue un symbole héraldique hérité de la période d’indépendance de la république maritime.

1994-2009
2009-2017
Depuis 2017

## Joueurs et personnalités du club

### Joueurs emblématiques
- Massimiliano Allegri
- Davide Moscardelli
- Eddy Baggio
- Klaus Berggreen
- Alessandro Birindelli
- Leonardo Bonucci
- Jose Ignacio Castillo
- Alessio Cerci
- José Chamot
- Stefano Colantuono
- Dunga
- Paul Elliott
- Wim Kieft
- Vitali Kutuzov
- Henrik Larsen
- Roberto Muzzi
- Michele Padovano
- Gianluca Savoldi
- Gianluca Signorini
- Diego Pablo Simeone
- Gionatha Spinesi
- Marco Tardelli
- Francesco Tavano
- Samir Ujkani
- Christian Vieri

### Joueurs prêtés
| N° | Nat.                  | Poste | Nom du joueur                      |
| -- | --------------------- | ----- | ---------------------------------- |
|    | Drapeau de la Suède   | G     | Johan Guadagno (au Campobasso FC)  |
|    | Drapeau de l'Italie   | G     | Alessandro Livieri (à Ascoli)      |
|    | Drapeau de la Croatie | G     | Ante Vuković (au Vis Pesaro)       |
|    | Drapeau de l'Italie   | D     | Andrea Beghetto (à Lecco)          |
|    | Drapeau de l'Italie   | D     | Francesco Coppola (à Vis Pesaro)   |
|    | Drapeau de l'Italie   | D     | Andrea Primasso (à Sestri Levante) |

| No. | Nat.                   | Position | Nom du joueur                       |
| --- | ---------------------- | -------- | ----------------------------------- |
|     | Drapeau de la Bulgarie | M        | Mert Durmush (à Sestri Levante)     |
|     | Drapeau de la Slovénie | M        | Miha Trdan (à Empoli U19)           |
|     | Drapeau de l'Italie    | A        | Elia Giani (au Athens Kallithéa)    |
|     | Drapeau de l'Italie    | A        | Andrea Pavanello (à Sestri Levante) |
|     | Drapeau de la Gambie   | A        | Bamba Susso (au NK Aluminij)        |
|     | Drapeau de la France   | A        | Lisandru Tramoni (à Bastia)         |